# The Lively Ones
Pour les articles homonymes, voir Lively.
The Lively Ones est un groupe instrumental américain de surf rock actif dans le sud de la Californie pendant les années 1960. Ils ont joué en live principalement en Californie et en Arizona.

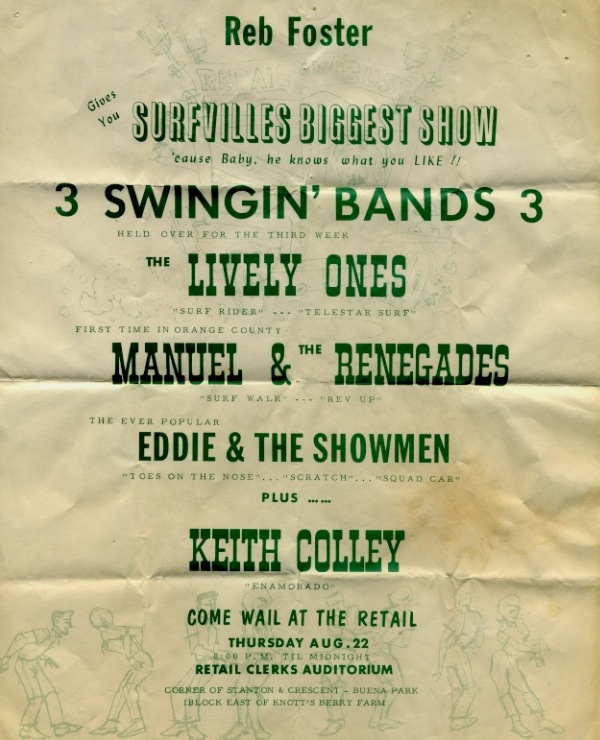
Affiche d'un concert de surf music en août 1963. Le premier groupe est The Lively Ones.

Leur tube de 1963 Surf Rider (écrit par Nokie Edwards des Ventures) a été utilisé pour la fin du film Pulp Fiction de Quentin Tarantino (1994).
Les Lively Ones étaient aussi connus en tant que the Surfmen au début de l'année 1962. Ils ont enregistré pour le label Del-Fi avec Bob Keane pour producteur. Ils ont surtout enregistré des reprises mais il y avait quelques chansons originales.
Le groupe est le plus connu avec cette formation :
- Guitare solo : Jim Masoner
- Guitare rythmique : Ed Chiaverini
- Guitare basse : Ron Griffith
- Saxophone : Joel Willenbring
- Batterie : Tim Fitzpatrick

## Discographie
- Surf Rider!
- Surf Drums
- Surf City
- Surfin' South of the Border b/w Surf Mariachis

ainsi que différentes compilations best of.